# عبد الصاحب الملائكة
عبد الصاحب عبد الرزاق الملائكة (1912 - 1987) شاعر عراقي من أهل القرن العشرين الميلادي. ولد في بغداد وكان عمره شهرًا واحدًا عندما توفّي أبوه فكفله عمّه. درس في بغداد ونال شهادة الحقوق. عمل مدرّسًا وصحفيًا. وهو شقيق الشاعرة أم نزار الملائكة والدة نازك الملائكة. أصدر عام 1954 مجلّة أدبيّة سمّاها المثقف لكنّها أغلقت بأمر السّلطات. كان يجيد الإنكليزية، وملمّا بالفرنسية والفارسية. يعد من الأصوات الأدبية القومية في الثقافة العراقية في القرن العشرين. له ديوان شعر سمّاه النّغم التّائه وإرادة الحياة. توفي في بغداد.

## سيرته
ولد عبد الصاحب بن عبد الرزاق بن جواد الكاظمي المنذري سنة 1912 م/ 1331 هـ أو يقال 1905 في بغداد وتربى في أسرة أدبية، فشقيقته الشاعرة سلمى عبد الرزاق الملائكة الشهيرة باسم أم نزار الملائكة، توفي أبوه وهو عمره شهراً واحداً فكفله جده لأمه محمد حسن محمد صالح كبة، وبعد وفاته في السابعة من عمره كفله عمه عيسى.
أنهى تعليمه قبل الجامعي في المدرسة الجعفرية ببغداد وتخرج فيها 1930 وقد توظف مدة، ثم انتسب إلى كلية الحقوق وتخرج فيها 1953. بدأ موظفًا صغيرًا في وزارة المعارف، ثم معلمًا فيها، ثم اشتغل بالمحاماة بعد إحالته إلى التقاعد وحتى وفاته.
نشط عضوًا في جمعية المؤلفين والكتاب العراقيين، وانتخب نائبًا لرئيسها 1974. وكان قد أصدر مجلة المثقف نصف شهرية في 1954 وتوقفت بعد بضعة أعداد.
توفي في بغداد سنة 1987م/ 1408 هـ.

## شعره
ذكره عبد العزيز البابطين في معجمه وقال «شعره عمودي، أغراضه متعددة بين الوصف والغزل والحماسة، والوطنية والقومية، وله شعر في السيرة النبوية، وأغلب معجمه متداول ومطروق، صوره واضحة صافية، بعضها طريف فيه حس من سخرية: كما في وصفه لمهنة المعلم التي كان يشتغلها، وقصيدته عن المعلم معارضة تهكمية لقصيدة أحمد شوقي الشهيرة في المعلم.» ذكره أدهم الجندي في تحفة الزمن بترتيب تراجم أعلام الأدب والفن وقال «هو شاعر ملهم مرهف الحس في الوصف، تطرق في قوافيه إلى شتى المواضيع، وله ديوان شعر سما النغم التائه...امتاز شعره بمتانة الأسلوب، وجزالة اللفظ، وقوة التعبير، ومن قصيدة له بعنوان عرش الخلود في ميلاد الرسول الأعظم وبها يندد بالمسلمين لما أصابهم من تفرق وتناحر.»

## مؤلفاته
- النّغم التّائه'، ديوان شعر
- إرادة الحياة، ديوان شعر، 1963

## وصلات خارجية
- في موقع أرشيف المجلات